# Antonino Calderone

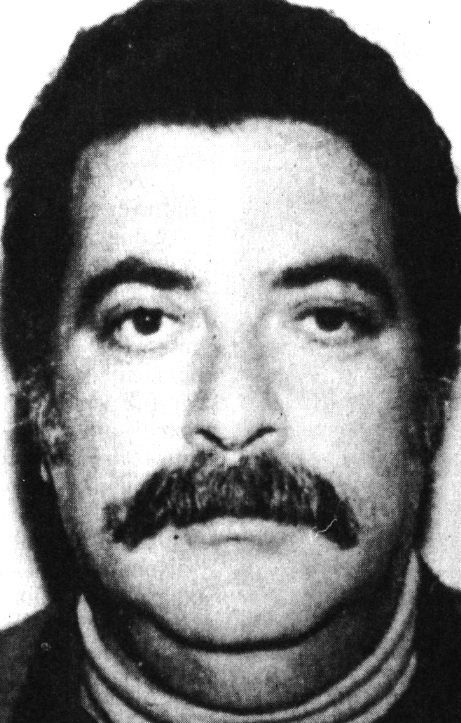
Antonino Calderone

Antonino Calderone (* 24. Oktober 1935 in Catania; † 10. Januar 2013) war ein hochrangiges Mitglied der sizilianischen Verbrecherorganisation Cosa Nostra. Bekannt wurde er durch seine Kollaboration als Pentito mit dem italienischen Staat ab 1987.
Calderone war Neffe des gleichnamigen Antonino Calderone, der 1925 an der Gründung der ersten Mafiafamilie in Catania beteiligt war, und Bruder des hochrangigen Mafiosos Giuseppe Calderone. Er wurde 1986 in Nizza verhaftet und hat den Ermittlungsbehörden seit 1987 detailreiche Beschreibungen der Cosa Nostra und ihrer Aktivitäten geliefert. Das Protokoll umfasst 867 Seiten, es hatte unter anderem 160 Haftbefehle zum Resultat. Im März 1991 führte der Soziologe und Beamte Pino Arlacchi über 40 Stunden lange Gespräche mit Calderone, aus denen der Bestseller Mafia von innen entstand.